# Papa Adriano I
Adriano I (Roma, 700 – Roma, 25 de dezembro de 795) foi o 95º Papa da Igreja Católica, de 1º de fevereiro de 772 até a sua morte. Seu pontificado foi um dos mais longos da história, hoje o sexto.

## Biografia
Descendente de uma família da aristocracia militar de Roma, era filho de Teodoro, morto quando Adriano era ainda criança. O menino foi acolhido pelo tio paterno Teodoto (ou Teodato) consul, dux et primicerius Sanctae Romanae Ecclesiae, possivelmente irmão de Alberico marchio et consul tusculanus princeps potentissimus, que alguns genealogistas, embora sem documentação segura, consideram como sendo o antepassado mais remoto dos condes de Túsculo. Foi diácono durante o pontificado do papa Estêvão III, ao qual sucedeu, tendo sido aclamado por unanimidade e consagrado em 9 de fevereiro de 772.
Eleito Papa, Adriano teve de enfrentar a má-fé do último rei lombardo, Desidério, e de Leão IV, o Cazar. Com a morte de Carlomano, irmão de Carlos Magno, Desidério queria  que o Papa coroasse o filho de Carlomano, ainda menor. Seria a guerra civil. Desidério subornou alguns nobres  e atacou Roma. O papa Adriano recorreu então a Carlos Magno, que foi a Roma, com fervor religioso (Páscoa de 774), e renovou solenemente a doação de territórios, feita por  seu pai, Pepino o Breve, e proclamou-se  "rei dos Lombardos" e "patrício dos romanos".
O ex-rei Desidério, vencido em 774 e aprisionado, retirou-se, humilhado, para o convento de Corbeia; sua esposa fez-se monja. Contam os cronistas dessa época tão conturbada que ele teria terminado seus dias em vida santa e que teria feito milagres.
No Oriente, Leão IV, o Cazar, filho de Coprônimo, continuou a feroz perseguição às imagens, até a morte. A imperatriz Irene de Atenas amenizou as leis iconoclastas e reuniu o Sétimo Concílio Ecumênico (Niceia,787), com 300 bispos, presidido pelos legados romanos. Foi instituído o culto das imagens, com imenso júbilo dos fiéis. Paulo, o patriarca herético bizantino, converteu-se, tornando-se um monge famoso pela oratória e pelo saber teológico.
Adriano guiou a Igreja com firmeza, na disciplina e na fé. Condenou o "adocionismo" de Elipando, bispo de Toledo, que ensinava ser Jesus apenas filho adotivo de Deus. Reconstruiu os muros de Roma (380 torres) e os aquedutos, protegeu as artes e a agricultura. Morreu no Natal de 795, após 23 anos de  pontificado.